# Leland H. Hartwell
Leland Harrison (Lee) Hartwell (sinh ngày 30.10.1939 ở Los Angeles, California) là chủ tịch và giám đốc của Trung tâm nghiên cứu Ung thư Fred Hutchinson ở Seattle, Washington. Ông đã đoạt giải Nobel Sinh lý và Y khoa năm 2001 (chung với Paul Nurse và Tim Hunt) về các đóng góp của ông vào việc tìm hiểu chu kỳ tế bào thông qua nhiều năm nghiên cứu nấm men.

## Cuộc đời và Sự nghiệp
Hartwell đậu bằng cử nhân ở Học viện Công nghệ California năm 1961. Năm 1964, ông đậu bằng tiến sĩ sinh học ở Học viện Công nghệ Massachusetts. Từ năm 1965 tới 1968, ông làm giáo sư ở Đại học California. Năm 1968 ông chuyển sang Đại học Washington. Trong 2 năm 1970 và 1971 ông đã làm một loạt thí nghiệm, và đã phát hiện ra các gien chu kỳ tế bào (cũng gọi là chu kỳ phân bào cell division cycle) trong nấm men (Saccharomyces cerevisiae) của người làm bánh mì. Các gien này điều hòa chu kỳ tế bào và các biến đổi trong các gien thường liên quan tới vài loại bệnh ung thư.
Ngoài giải Nobel nói trên, Hartwell còn đoạt nhiều giải thưởng và vinh dự, trong đó có giải Louisa Gross Horwitz của Đại học Columbia năm 1995. Ông trở thành viện sĩ của Viện Hàn lâm Khoa học quốc gia Hoa Kỳ năm 1987. Năm 1996, Hartwell gia nhập Trung tâm nghiên cứu Ung thư Fred Hutchinson và năm 1997 trở thành chủ tịch kiêm giám đốc trung tâm này.
Năm 1998 ông được trao giải Albert Lasker cho nghiên cứu Y học cơ bản. Ngày 9.7.2003, thống đốc Gary Locke của tiểu bang Washington đã trao cho ông Huy chương công trạng (Medal of Merit), huy chương cao nhất của tiểu bang. Ông cũng nhận được giải Komen Brinker cho sự xuất chúng về khoa học (Komen Brinker Award for Scientific Distinction).
Hartwell là chủ tịch của Ban cố vấn khoa học ở Quỹ Canary, một tổ chức bất vụ lợi nhằm phát triển các kỹ thuật mới cho việc sớm dò tìm ra bệnh ung thư. Tháng 9 năm 2009, có tin loan báo là Hartwell sẽ chuyển sang làm giáo sư ở Đại học bang Arizona và làm đồng giám đốc "Center for Sustainable Health" (Trung tâm sức khỏe bền vững) mới mở của Viện thiết kế Sinh học cùng với Dr. Michael Birt.

## Giải thưởng
- Giải Alfred P. Sloan, Jr. (1991)
- Giải Rosenstiel 1993
- Giải Passano 1996
- Giải Louisa Gross Horwitz
- Giải Albert Lasker cho nghiên cứu Y học cơ bản
- Giải quốc tế Quỹ Gairdner
- Giải Nobel Sinh lý và Y khoa 2001